# 工藤祐経
工藤 祐経（くどう すけつね）は、平安時代末期から鎌倉時代初期にかけての武士・御家人。藤原南家の流れを汲む工藤滝口祐継の嫡男。

## 生涯

### 所領争い
幼少期に父・祐継が早世すると、父の遺言により義理の叔父である伊東祐親が後見人となる。元服の後、祐経は祐親の娘・万劫御前を娶り、祐親に伴われて上洛し平重盛に仕える。歌舞音曲に通じており、「工藤一臈」と呼ばれた。だが、祐経が在京している間に祐親は祐経が継いだ伊東荘を押領してしまい、妻の万劫御前まで奪って土肥遠平に嫁がせてしまう。祐親は祖父かつ養父の工藤祐隆が嫡孫の自分を差し置いて、養子の祐継に伊東荘を相続させたことに不満を抱いていたためである。押領に気付いた祐経は都で訴訟を繰り返すが、祐親の根回しにより失敗に終わる。
所領と妻をも奪われた祐経は祐親を深く怨み、祐親の殺害を図って安元2年（1176年）10月、郎党に命じ、伊豆奥野の狩り場から帰る道中の祐親父子を襲撃させ、祐親を討ち漏らすもその嫡男・河津祐泰を射殺する。残された祐泰の妻は、子の一萬丸（曾我祐成）・箱王（曾我時致）兄弟を連れ、曾我祐信に再嫁した。
治承4年（1180年）8月の源頼朝挙兵後、平家方として頼朝と敵対した祐親は、10月の富士川の戦い後に頼朝方に捕らえられて自害した。祐経の弟とされる宇佐美祐茂が頼朝の挙兵当初から従い、富士川の戦いの戦功で本領を安堵されており、祐経は京から鎌倉へ下って頼朝に臣従し、祐茂を通して伊東父子亡き後の伊東荘を取り戻したと考えられる。
なお、祐経による祐親・祐泰父子襲撃そのものに頼朝による教唆があった（頼朝が遺恨を抱く伊東父子を襲撃したことが、後に祐経が頼朝に重用された一因である）とする保立道久の説がある。

### 頼朝の寵臣

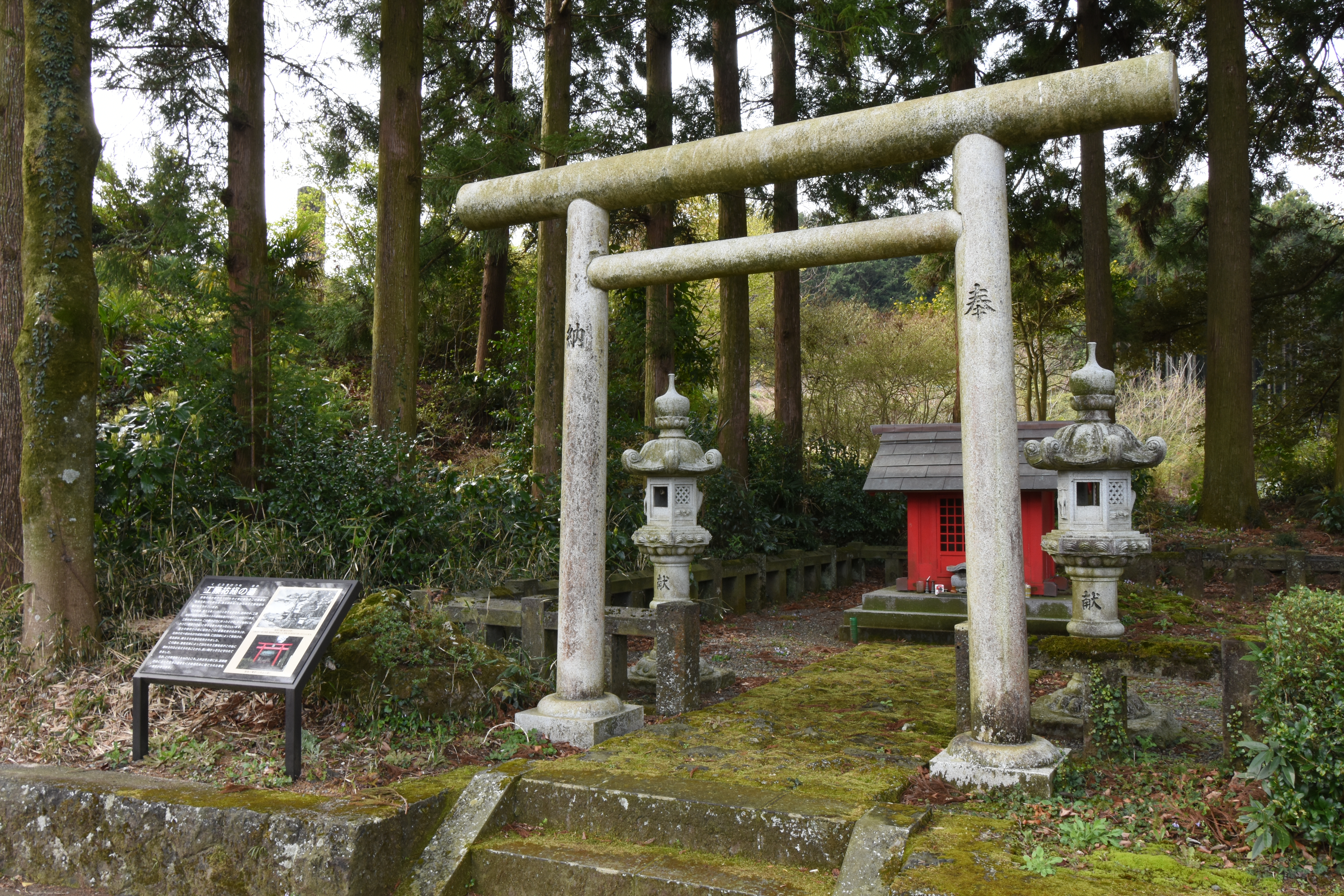
工藤祐経の墓（静岡県富士宮市上井出）

『吾妻鏡』における祐経初見の記事は、元暦元年（1184年）4月の一ノ谷の戦いで捕虜となり、鎌倉へ護送された平重衡を慰める宴席に呼ばれ、鼓を打って今様を歌った記録である。祐経は重盛の家人であった時に、いつも重衡を見ていたことから重衡に同情を寄せていたという。同年6月に一条忠頼の謀殺に加わるが、顔色を変えて役目を果たせず、戦闘にも加わっていない。同年8月、源範頼率いる平氏討伐軍に加わり、山陽道を遠征し豊後国へ渡る。文治2年（1186年）4月に静御前が鶴岡八幡宮で舞を舞った際に鼓を打っている。建久元年（1190年）に頼朝が上洛した際、右近衛大将拝賀の布衣侍7人の内に選ばれて参院の供奉をした。建久3年（1192年）7月、頼朝の征夷大将軍就任の辞令をもたらした勅使に引き出物の馬を渡す名誉な役を担った。祐経は武功を立てた記録はなく、都に仕えた経験と能力によって頼朝に重用された。
建久元年（1190年）7月、大倉御所で双六の会が催され、遅れてやって来た祐経が、座る場所がなかったので先に伺候していた15歳の加地信実を抱え上げて傍らに座らせ、その跡に座った。信実は激怒して座を立つと、石礫を持ってきて祐経の額にたたきつけ、祐経は額を割って流血した。頼朝は怒り、信実の父・佐々木盛綱に逐電した息子の身柄を引き渡して祐経に謝罪するよう求めたが、盛綱は既に信実を義絶したとして謝罪を拒否。祐経は頼朝の仲裁に対し、信実に道理があったとして佐々木親子に怨みを持たないと述べている。祐経の信実に対する振る舞いには、頼朝の寵臣として奢りがあったことをうかがわせる。

### 曾我兄弟の仇討ち
建久4年（1193年）5月、頼朝は富士の裾野で大規模な巻狩りを行い、祐経も参加する。巻狩りの最終日の5月28日深夜、遊女らと共に宿舎で休んでいたところを、曾我祐成・時致兄弟が押し入り、祐経は兄弟の父・河津祐泰の仇として討たれた。祐経が仲介して御家人となっていた備前国吉備津彦神社の神官・王藤内も一緒に討たれている。騒動の後、詮議を行った頼朝は時致の助命を考えたが、祐経の子の犬房丸が泣いて訴えたため、時致の身柄は引き渡され、梟首された。
犬房丸は後に伊東祐時を名乗り、伊東氏を継承する。祐時の子孫は日向国へ下向して戦国大名の日向伊東氏・飫肥藩藩主となった。

## 画像集

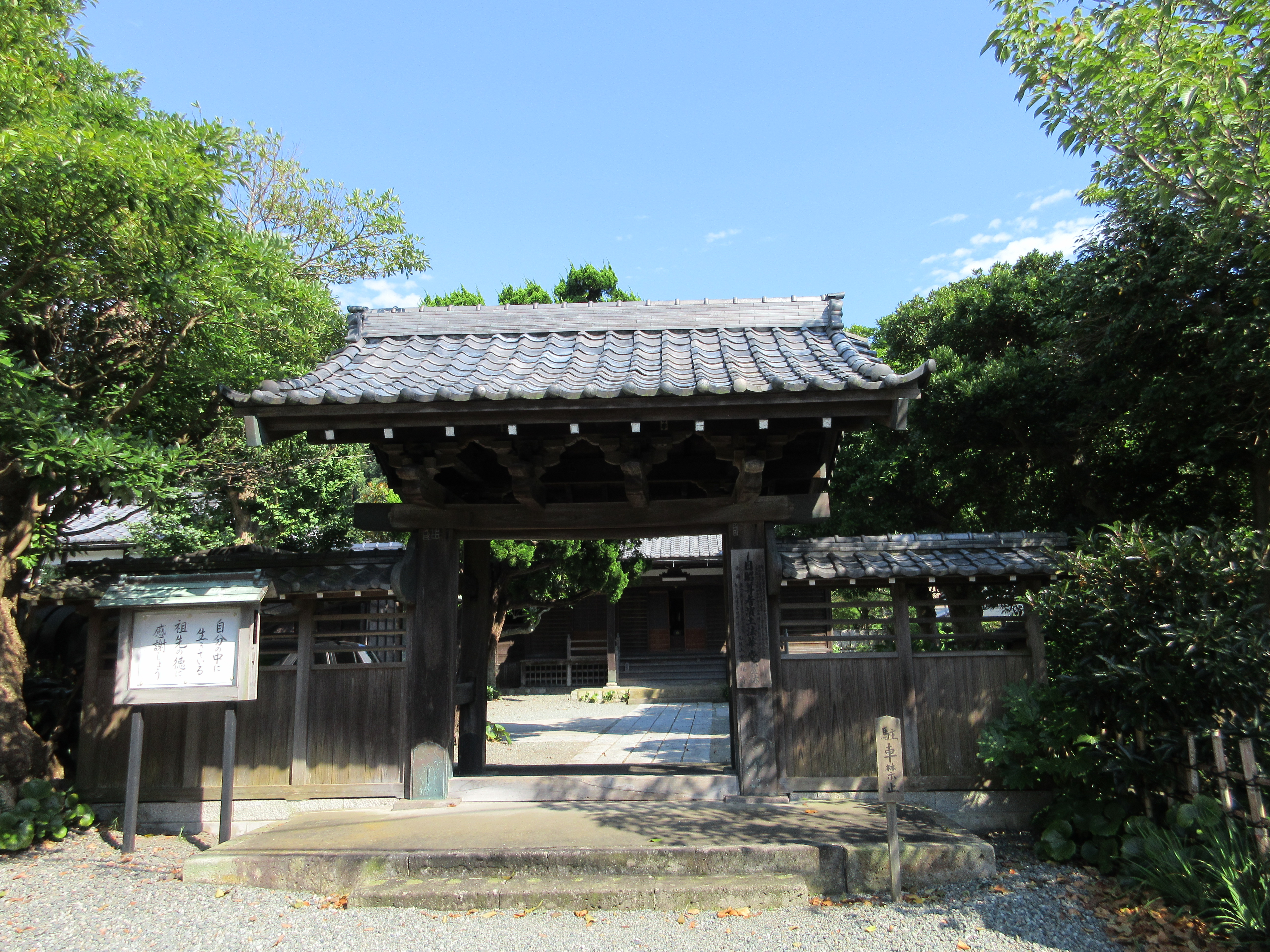
實相寺山門から本堂（鎌倉市材木座4‐31‐3工藤祐経公の屋敷跡に日昭が開いた）
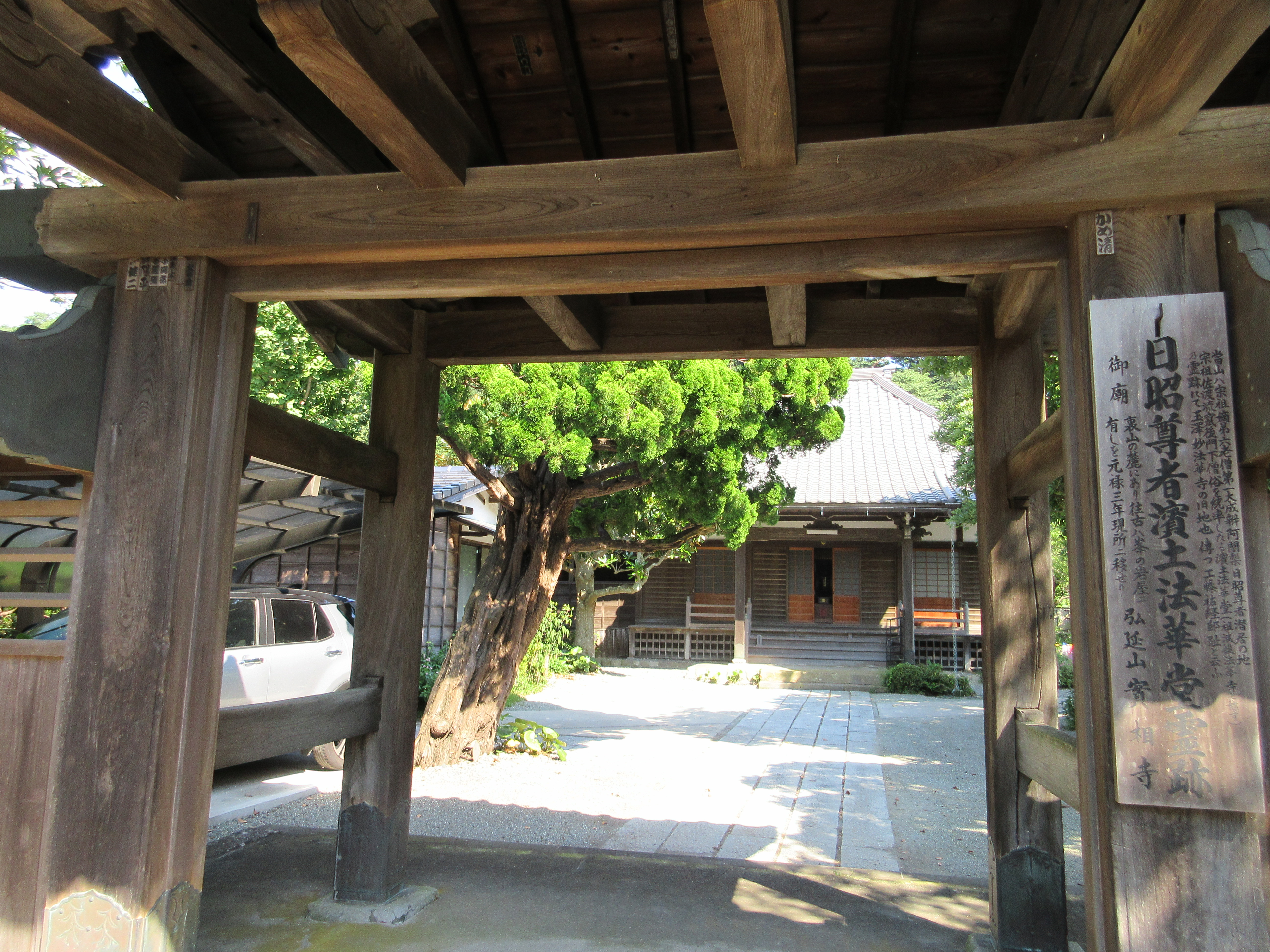
實相寺山門由来説明板(此方で工藤祐経公の屋敷跡であったことが確認できる）
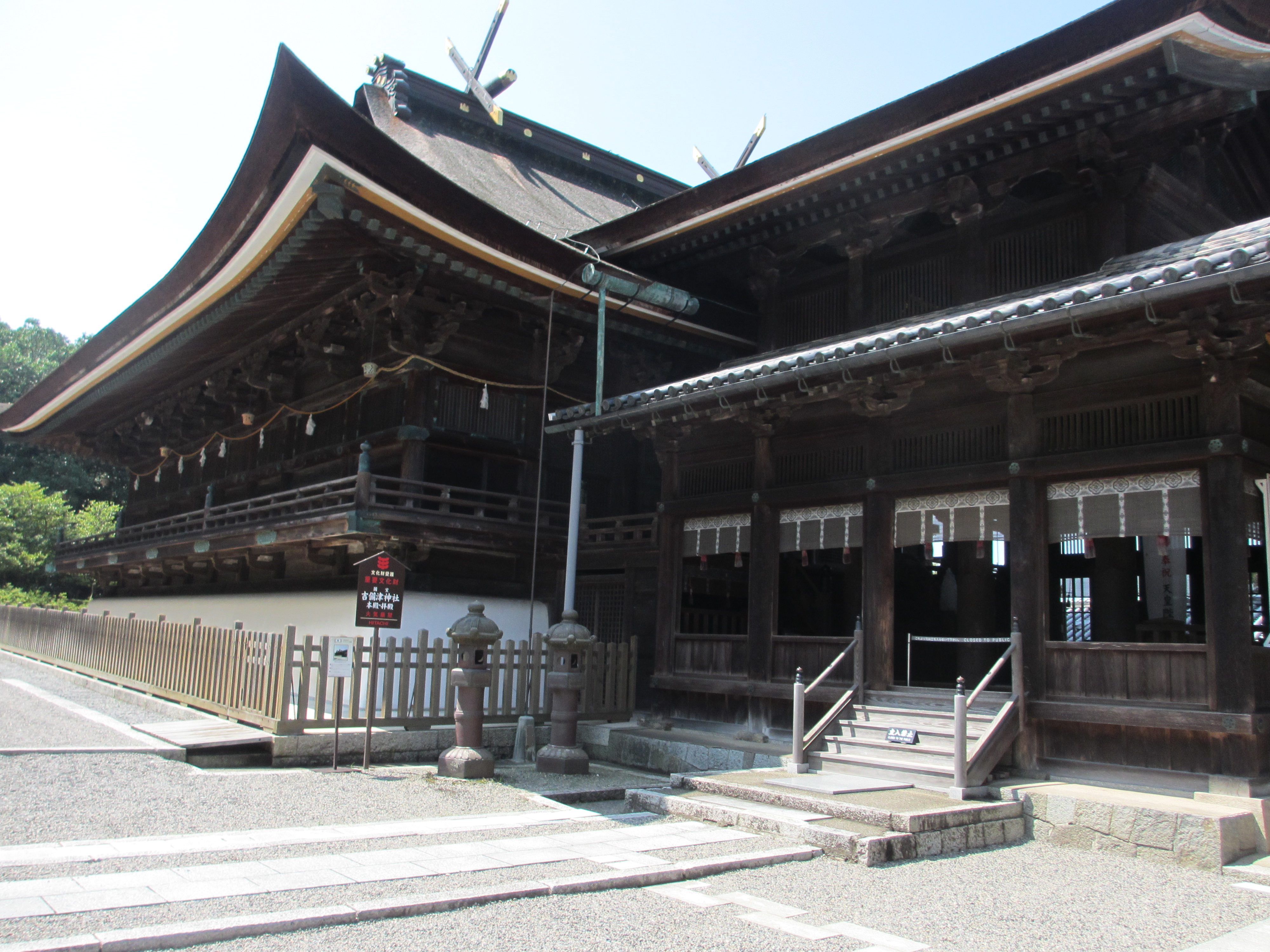
吉備津神社本殿・拝殿(岡山市北区吉備津931）